# Joseph Jackson
Joseph Walter Jackson (Fountain Hill, Arkansas, 26 de julio de 1928-Las Vegas, Nevada, 27 de junio de 2018), también conocido como Joe Jackson, fue un mánager, productor y guitarrista estadounidense, conocido por haber sido el patriarca de la familia Jackson, así como el creador y mánager de The Jackson 5.

## Biografía

### Primeros años
Fue el mayor de los cinco hijos de Samuel Jackson y Crystal Lee King. Cuando tenía 12 años sus padres se divorciaron y él se mudó con su padre a San Francisco, California, donde vivió hasta cumplir los 18 años, cuando nuevamente se mudó a Chicago, Illinois, para vivir cerca de su madre. Allí conoció a su futura esposa Katherine Scruse, con la cual se casó el 5 de noviembre de 1949, después de la anulación de su primer matrimonio.
Siendo ya exboxeador trabajó a jornada completa como operador de grúas en Gary's US Steel Company, mientras Katherine cuidaba a sus hijos. Inició su carrera musical a mediados de la década de 1950, como guitarrista de la banda The Falcons con su hermano Luther, años después el grupo se dividió al no obtener ningún contrato y Joe regresó a su anterior trabajo.

### Jackson 5
En 1964 Joseph descubrió que sus tres hijos mayores, Jackie, Tito y Jermaine, tenían un gran talento musical y viendo este incipiente talento ideó la primera encarnación de The Jackson 5; más tarde Michael y Marlon también se unirían a la banda.
Tras unos años y bajo el estricto liderazgo de Joe, The Jackson 5 comenzaron a cobrar por sus actuaciones y en 1968 firmaron con la discográfica Motown Records, convirtiéndose poco tiempo después en estrellas internacionales. También ayudó a sus hijos a sellar el trato con CBS, cuando abandonaron Motown por falta de libertad creativa.
En los años siguientes, cada uno de sus hijos fue renunciando a ser representados por él, iniciando por Jermaine. En 1982, Joseph manejaba las carreras de sus tres hijas La Toya, Janet y Rebbie, hasta que en algún momento las tres abandonaron su compañía de representaciones. Como se vio después, solo Michael y Janet lograrían sobresalir.

### Controversia
La imagen de padre abusivo acompaña a Joe desde finales de la década de 1980 cuando algunos de sus hijos denunciaron en los medios de comunicación el trato que recibían por su parte e incluso que no permitía a sus hijos llamarle papá, ya que debían llamarle Joseph.
Michael afirmó que desde muy joven su padre abusaba de él psicológica y físicamente y recuerda que una vez que estaba durmiendo con la ventana abierta se coló por ella con una terrorífica máscara y asustó a Michael. Después de esto, durante años Michael sufriría pesadillas que trataban sobre que alguien lo secuestraba en su cuarto colándose por la ventana. La primera vez que Michael habló sobre los abusos sería en 1993 en una entrevista con Oprah Winfrey, contó que a menudo lloraba y de la ansiedad comenzaba a vomitar al verlo. También en el documental Living With Michael Jackson se menciona cómo durante los ensayos él se sentaba con una correa y si los chicos no hacían bien los pasos de baile o se equivocaban en algo los golpeaba o empujaba con toda su fuerza contra la pared.
Otro episodio más reciente se dio cuando asistió al homenaje de su hijo fallecido (Michael), tras leer una declaración preparada, comenzó a hablar de su nuevo proyecto de hip-hop lo cual le costó acusaciones por parte de la prensa alegando falta de sensibilidad. En otra conferencia Joseph dijo que había respondido honestamente a las preguntas de los periodistas sobre lo que había estado haciendo durante todo este tiempo y de nuevo en este evento, primero mencionó su nuevo proyecto, antes que a su fallecido hijo Michael.
Según el vídeo de Michael Jackson este afirma que su padre lo maltrataba mucho y de hecho La Toya declaró que había abusado sexualmente de ella, cosa que luego desmintió diciendo que su exmarido le había obligado a escribir eso para ganar más dinero a su costa.

### Fallecimiento
Joseph Jackson falleció el 27 de junio de 2018, a los 89 años, en Las Vegas, Nevada, debido a un cáncer de páncreas.